# (55637) 2002 UX25
(55637) 2002 UX25 est un objet transneptunien de type cubewano, découvert en 2002. Son diamètre est estimé à environ 700 km.
Il possède un satellite nommé provisoirement S/2007 (55637) 1, d'environ 210 km de diamètre, connu depuis 2007, les deux objets orbitent à 1 470 ± 40 km l'un de l'autre.